# Глюк, Гриффин
Гри́ффин Глюк (англ. Griffin Gluck, род. 24 августа 2000, Лос-Анджелес, Калифорния) — американский актёр театра и кино.

## Биография
Глюк родился в Лос-Анджелесе в семье режиссёра и продюсера Селлина Глюка и ассистентки и линейного продюсера Карин Бек. Его дедом по отцовской линии был археолог и историк Джей Глюк (1927—2000), а бабушкой по отцовской линии Суми Хирамото (?—2005) — японка.
Он начал играть, когда пошёл со своей старшей сестрой Кэролайн на летнюю детскую витрину по мюзиклу «Парни и куколки» в театре «Палисейдс».

## Фильмография
| Год       |     | Русское название                      | Оригинальное название                      | Роль               |
| --------- | --- | ------------------------------------- | ------------------------------------------ | ------------------ |
| 2010      | с   | Офис                                  | The Office                                 | Халф Бэд           |
| 2011      | тф  |                                       | The Council of Dads                        | Дэниел Уэллс       |
| 2011      | ф   | Притворись моей женой                 | Just Go with It                            | Майкл/Барт         |
| 2011      | с   | Такая разная Тара                     | United States of Tara                      | Монти              |
| 2011      | кор |                                       | A Boy's Life                               | Макс               |
| 2011—2013 | с   | Частная практика                      | Private Practice                           | Мэйсон Уорнер      |
| 2013      | ф   | Доверься мне                          | Trust Me                                   | Филлип             |
| 2013—2014 | с   | Вернуться в игру                      | Back in the Game                           | Дэнни Гэннон       |
| 2014      | ф   | Прежде чем я уйду                     | Just Before I Go                           | Рэнди Морган       |
| 2014      | с   | Кремниевая долина                     | Silicon Valley                             | мальчик на адероле |
| 2014—2015 | с   | Красные браслеты                      | Red Band Society                           | Чарли Хатчисон     |
| 2015      | в   | Бэтмен против Робина                  | Batman vs Robin                            | юный Брюс Уэйн     |
| 2015      | ф   | Ларри Гэй: Стюард-отступник           | Larry Gaye: Renegade Male Flight Attendant | Донни              |
| 2015      | с   | Мой мальчик                           | About a Boy                                | Клэй               |
| 2015      | ф   |                                       | All Hallows' Eve 2                         | Макс               |
| 2015      | с   | Жизнь в деталях                       | Life in Pieces                             | Эйдан              |
| 2015      | тф  | Куку                                  | Cuckoo                                     | Дилан              |
| 2016      | ф   | Средняя школа: Худшие годы моей жизни | Middle School: The Worst Years of My Life  | Рэйф Катчадориан   |
| 2016      | с   | Самозванец                            | Impastor                                   | Остин              |
| 2016      | ф   | Почему он?                            | Why Him?                                   | Скотти Флеминг     |
| 2017      | с   | Мик                                   | The Mick                                   | Дилан              |
| 2017—2018 | с   | Американский вандал                   | American Vandal                            | Сэм Эклунд         |
| 2017      | с   | Всё схвачено                          | Man with a Plan                            | Тайлер             |
| 2019      | ф   | Взрослеть на полную                   | Big Time Adolescence                       | Монро              |
| 2019      | ф   | Рост Джоди                            | Tall Girl                                  | Джек               |
| 2020—2022 | с   | Ключи Локков                          | Locke & Key                                | Гейб               |
| 2024      | ф   | Времени в обрез                       | Time Cut                                   | Куинн              |

## Награды и номинации
| Год  | Премия        | Категория                                                               | Работа                  | Результат | Прим.  |
| ---- | ------------- | ----------------------------------------------------------------------- | ----------------------- | --------- | ------ |
| 2012 | Молодой актёр | Лучшее исполнение в художественном фильме — Молодой актёр второго плана | «Притворись моей женой» | Номинация | [ 12 ] |